# Hraczia Poghosjan
Hraczia Poghosjan (orm. Հրաչյա Պողոսյան; ur. 5 marca 1999) – ormiański zapaśnik startujący w stylu klasycznym. Zajął piąte miejsce na mistrzostwach świata w 2022 i 2023 roku.
Brązowy medalista mistrzostw Europy w 2023; piąty w 2021 i 2022. Trzeci na wojskowych MŚ w 2024 roku.
Trzeci na MŚ U-23 w 2021 i 2022. Mistrz Europy U-23 w 2021. Trzeci na ME juniorów w 2017 i 2019. Trzeci na MŚ kadetów w 2016 roku.